# Ночная рубашка

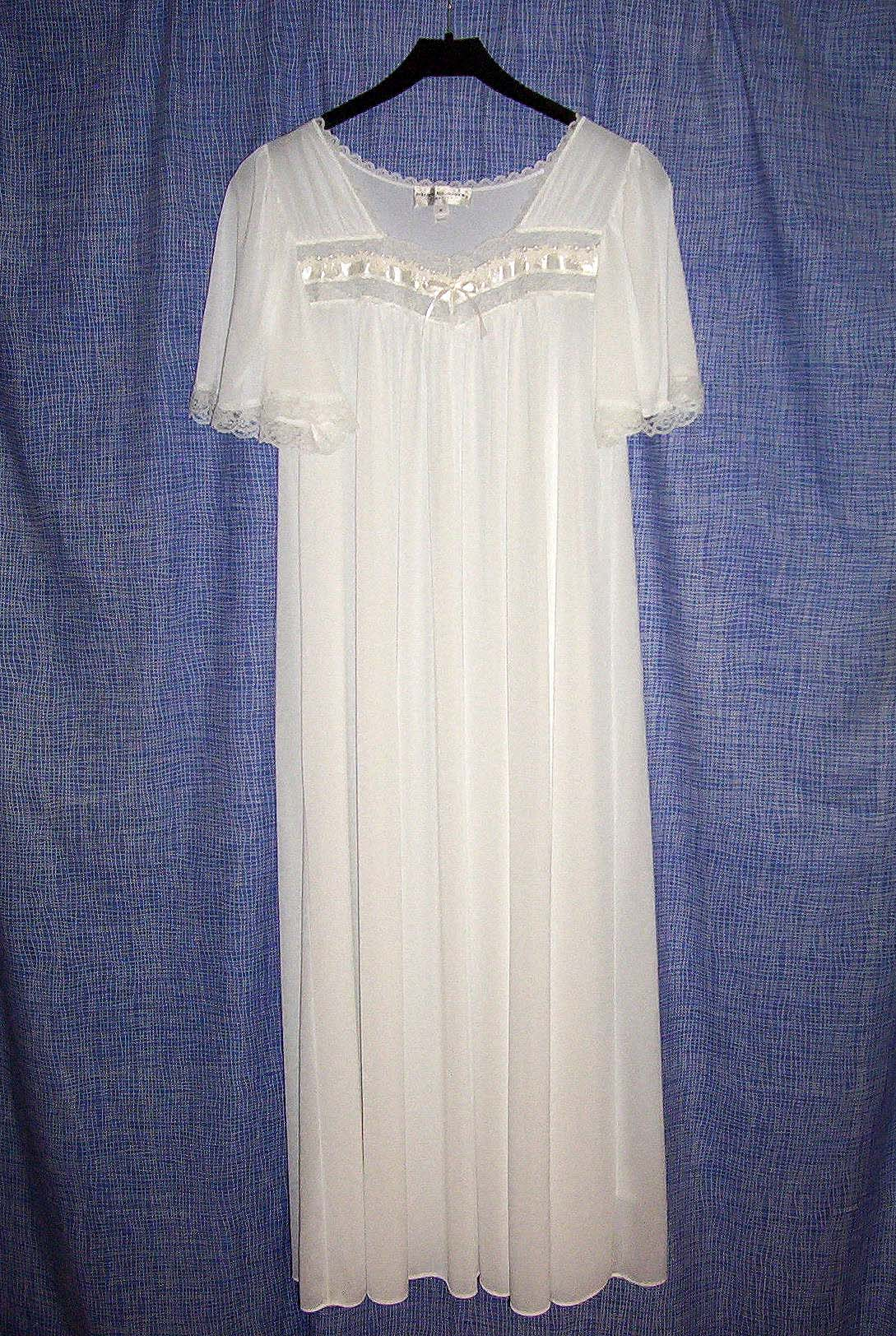
Ночная рубашка

Ночна́я руба́шка (ночная соро́чка, вологод. со́нная руба́ха, донск. спа́льница) — вид нательного белья, предназначенный для сна.

## История
Ночная рубашка как предмет одежды появилась в позднее средневековье в Германии под названием нем. Betthemd, войдя в обиход дворянства и буржуазии в XVI веке (ранее люди спали обнажёнными, в нижнем белье — рубахе и, в случае мужчин, подштанниках-брэ или в той же одежде, которую носили днём). По другой версии, данный предмет одежды появился в Италии в XIV в., уже в следующем столетии проникнув в Центральную Европу. Прообраз ночной сорочки, «юбка для спальни» (чеш. sukni ložničné), упоминается в 1492 году в одном чешском документе; кроме того, одной из разновидностей ночной одежды данного типа у женщин была надетая поверх дневной рубашки ночная фуфайка, доходившая до талии и обладавшая длинными рукавами. Впрочем, и после появления ночных рубашек многие спали в дневных рубашках вместо ночных, так, в Англии XVII века большая часть населения спала в дневных рубахах, хотя к тому времени ночные рубашки существовали, однако позволить их могли богачи От дневной рубашки ночная отличалась мало, прежде всего длиной — она доходила до колена или лодыжек, а также тем, что были более свободными, чем дневные.
Ночные рубашки шились из хлопчатобумажных тканей вроде сатина, батиста, байки, ситца, муслина, нансука, а также фланели и льна и имела застёжку на несколько пуговиц. Лён и фланель были наиболее часто используемыми материалами, в XIX веке набрали популярность хлопковые ночные рубашки, но ещё лейб-медик прусского короля Фридриха Вильгельма III Кристоф Гуфеланд в своём трактате «Макробиотика, или Искусство продления человеческой жизни» (нем. Makrobiotik; oder, Die Kunst das menschliche Leben zu verlängern) 1796 года рекомендует изготовлять летние ночнушки из льна, а зимние — из хлопчатобумажных тканей (также к ночным рубашкам предъявляются требования иметь широкие рукава и наплечники). С 1880-х годов, с подачи немецкого врача Густава Йегера (известного пропагандой шерстяной одежды), ночные рубашки также начинают шить из тонкой небелёной шерсти. Тогда же, в 1880-х годах, дамские ночные рубашки изготовлялись по большей части из хлопчатобумажных тканей, более тонкие ткани использовались лишь для самых нарядных рубашек. В начале XX века женские ночные рубашки, помимо льна, хлопка и фланели, изготавливают из батиста, нансука и шёлка. Иногда шёлковыми были и мужские ночные рубашки. Ночнушки для детей обоего пола в начале XX века изготовлялись из лёгких тканей вроде мадаполама, шифона и перкаля. С 1930-х годов ночные рубашки начинают изготавливать из трикотажа. В 1930-1940-х годах мужские ночные рубашки изготовлялись из мадаполама, шифона и отбелённой бязи, пуговицы на них могли быть перламутровыми и костяными.
Женская ночная рубашка XIX века доходила до ступней, имела стоячий или отложной кружевной воротник (лишь изредка делалась узкая обшивка выреза с кружевом), рукава до кистей и была отделана кружевами (например, бродери англэз), лентами, бантами и рюшами, на верхних краях могли присутствовать сборки и складочки. Уже в этом столетии существовало бесчисленное множество фасонов и моделей этого предмета женского гардероба, равно как и способов отделки. В конце XIX-начале XX века появились модели с короткими рукавами или вовсе без них (их носили летом), с более открытыми вырезами круглой, квадратной, или V-образной формы; самыми желанными были шёлковые ночные рубашки. Мужская же в том столетии была менее украшена и по покрою больше походила на дневную: имела длинные рукава с манжетами (были модели и без них и края рукавов просто обшивались; равно как и без обшлагов) и иногда с ластовицами, кокетку на задней части стана или наплечниками-поликами на рукавах, круглый вырез горловины, пришитый изначально отложной воротник (лишь в самых редких случаях он был стоячим, позднее появились модели с открытым воротом (который мог обшиваться) и модели с короткими рукавами), планка, застёгивавшаяся на относительно небольшой ряд пуговиц (например, на две), и доходила до колен, икр или лодыжек. В книге «Курс для кройки и шитья» даются рекомендации делать стан мужских и мальчишеских ночных рубашек на 8-10 см длиннее, чем у дневных. У подола мужской ночной рубашки мог быть разрез по бокам (в который мог вставляться клин треугольной формы), а зад — длиннее переда. В отличие от дневной, у ночной мужской рубашки отсутствовала шемизетка — грудная вставка, манишка, и поэтому, дабы сузить перед стана, на груди складывались складки. Из украшений на мужских ночных рубашках были лишь окантовка и вышивка, как и цветными нитями, так и в тон основной ткани (например, белым по белому). Вышивались и окантовывались воротник, планка и манжеты. Также в 1880-е годы вороты мужских ночных рубашек часто обшивались цветным полотном. На ночных рубашках женихов на планке спереди (и вероятно, на манжетах) могли быть оборки. С середины XIX века на левой стороне на уровне торса мог присутствовать кармашек, видимо, для носового платка. В Российской империи существовали модели мужских и мальчишеских ночных сорочек со скошенным воротом, похожие на дневные косоворотки, в частности, в 13-м номере журнала «Вестник моды» за 1902 год в числе модных предметов одежды указывается полотняная или мадаполамовая мужская ночная рубашка-косоворотка, украшаемая вышивкой из цветных тесёмок. В конце XIX века, помимо белых, шьются и полосатые мужские ночные рубашки. Цветные ночные рубашки появляются и у женщин: помимо белых, начинают изготавливаться розовые и иногда голубые. Зимние ночнушки также могли быть в полоску или клетку. Ночные рубашки для детей мало чем отличались от таковых у взрослых. Рекомендации того времени советуют для детей, спавших в зимнее время в прохладных комнатах, фланелевые или бумазейные ночнушки длиной до пола, что способствовало теплообмену (даже в неотапливаемых комнатах) и предотвращало от заболевания простуды и неприятных ощущений при соприкасании с холодным постельным бельём.

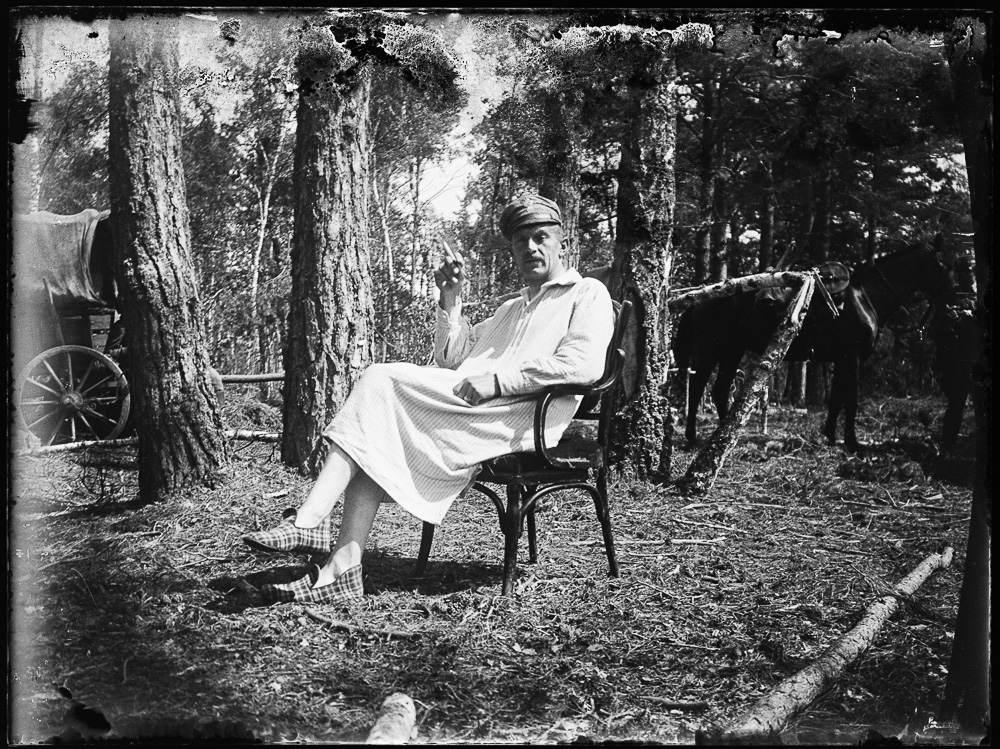
Польский художник Станислав Яновский в ночной рубашке, село Песочное, 1916 год

Общераспространённой одеждой ночные рубашки стали в XIX веке (в ряде стран ещё позднее): например, во Франции вплоть до примерно 1870-1880-х годов спали преимущественно в дневных, а не ночных рубашках, а в проекте устава петербургской психиатрической больницы Всех Скорбящих Радости 1832 года ношение пациентами ночных рубашек во время сна не предусматривалось: «ума лишённые ложатся спать совсем раздетые, в одних рубахах». Но с появлением в 1890-е годы пижам, ночная рубашка у мужчин начала сдавать свои позиции, особенно после Первой мировой войны. В России мужская ночная рубашка вышла из употребления после Октябрьской революции, так как считалась буржуазным и непролетарским предметом одежды (простые люди, как и крестьяне, так и горожане, спали в нижнем белье — кальсонах и нижней сорочке). Однако мальчики из семей дворянского происхождения спали в ночных рубашках вплоть до Великой Отечественной войны, а в советских стандартах по пошиву одежды 1920-1940-х годов всё ещё существовали выкройки мужских ночных сорочек, кроме того, периодически упоминания о мужских ночных рубашках встречаются в советской литературе 1920-1930-х годов (например, в рассказе Зощенко «Весёлое приключение» 1927 года, и в рассказе Павла Низового «Технорук Попов» 1931 г.). К середине XX века ночная рубашка у мужчин полностью вышла из употребления, хотя в Польше и Германии (как и ГДР, так и ФРГ) ночные рубашки можно было приобрести в магазинах ещё в 1970-х гг., в США в то время они были доступны в каталогах и прейскурантах товаров, приобретаемых по почте (наподобие советского Посылторга); а компании, производящие мужские ночные рубашки, существуют до сих пор.
В современном мире ночную рубашку как вид одежды для сна у большинства мужчин заменяет пижама или нижнее бельё. В наше время поборником мужских ночных рубашек является Жан-Поль Готье. По его мнению, «нужно вернуть мужикам то, что принадлежало им испокон веков, то, что отобрал у них слабый пол. Настоящий джентльмен не спит нагишом, как дешевый ловелас, или в „боксёрах“ — он почивает в сшитой на заказ ночной сорочке».
Женские ночные рубашки 1910-х годов были прямоугольного покроя с либо длинными и узкими, либо короткими расклёшенными рукавами, украшались прежде всего рукава и верхняя часть переда (выше бюста). С 1920-х годов женские ночные рубашки начинают шить и из синтетических тканей вроде вискозы, а после Второй мировой войны — и нейлона. К настоящему времени существует широчайший выбор ночных рубашек, как и по фасону, так и по материалу изготовления.
В России ночные сорочки стали носить всего несколько десятилетий назад, они представляли собой широкие, непривлекательные, неудобные модели. В основном для пошива данных изделий использовали сатин, хлопок или фланель. Однако и подобное изделие было трудно достать в магазине. Из-за тотального дефицита дамы садились за швейные машинки и сами мастерили себе сорочки. В русский народный быт женские ночные рубашки проникли в начале XX века, также спали в нижних сорочках. В СССР 1950-1960-х годов женские ночные рубашки были длиннее, чем дневные нижние сорочки. Трикотажные ночнушки изготавливались из полотен, изготовленных из капрона, искусственного шёлка, капрона с искусственным шёлком и хлопчатобумажной пряжи. Тканевые — из тех же тканей, что и дневные: мадаполама, шифона, батиста, нансука, муслина и ситца и т. п., а также фланели и бумазеи. Основные требования к изготовлению женских ночных сорочек были изложены в ТУ 1345—51 «Изделия трикотажные. Сорочки ночные женские и детские» и ПТУ 731—54 «Изделия трикотажные. Сорочки ночные из основовязаного капронового полотна».

## В армии
В 1940-х годах воспитанники некоторых советских военных училищ носили в постель ночные рубашки. В частности, об этом вспоминали бывшие воспитанники нахимовских училищ. По их предположениям, ночные рубашки были введены в целях гигиеничности, в то время как нижнее бельё — тельняшка и трусы — этому не способствовало. Ночные рубашки воспитанников-нахимовцев шились из белой ткани, предположительно, трофейного шёлка, доходили до середины икр и одевались на голое тело.
В чехословацкой армии форменную ночную рубашку отменили лишь в 1965 году, тогда как пижама была введена за пять лет до этого.
Также ночные рубашки входили в обязательный перечень обмундирования немецкой армии, в том числе и во времена обеих мировых войн.
В 1966 г. в армии США взамен шерстяной нательной рубашки Shirt Man’s Wool Knit OG-208 (использовалась со Второй мировой войны, также была известная под названием англ. jungle sweater) была введена т. н. «спальная рубашка» (англ. sleep shirt), изготовляемая из нейлона, и по сравнению с шерстяной, обеспечивающая большую теплозащиту и быстрым высыханием в случае намокания. Она использовалась, в частности, во времена Войны во Вьетнаме, где в количестве одной штуки выдавалась солдатам подразделений, воевавшим в 1-м и 2-м «корпусах ТВД Вьетнама». Как правило, эти корпусы действовали в высокогорных районах, где зимой очень холодно. Однако военные лётчики из-за риска плавления нейлона при пожаре в кабине самолёта всё ещё предпочитали старую шерстяную рубашку.

## Влияние на здоровье
Некоторые врачи утверждают, что для мужчин ночная рубашка в качестве одежды для сна является более полезной, чем пижама и нижнее бельё. Медицинский директор Флоридского института сна считает, что неправильно подобранная одежда для сна может быть одной из причин беспокойного сна. Гигиенист Виктор Олефиренко, ссылаясь на исследования коллег, утверждает, что мужская одежда для сна, не меньше чем женская, должна быть свободной, и желательно не должна обладать воротником, манжетами и резинкой. Носимая на голое тело просторная ночная рубашка, в отличие от узкой или же от пижамы, мало возбуждают тактильные рецепторы кожи, что уменьшает приток импульсов от кожных рецепторов, приводит к смене возбуждающих импульсов в коре мозга тормозящими, и соответственно, более быстрому засыпанию. Резинка пижамных брюк, по мнению утверждающих о пользе ночных рубашек врачей, сдавливает брюшную область, что вкупе с ношением трусов и штанов с ремнём/на резинке днём, может привести к нарушению кровообращения у органов желудочно-кишечного тракта и мочеполовой системы, а кроме того, угнетающему действию на тестикулы и нарушению полового здоровья. Женщины и девочки, носящие бельё (особенно синтетическое) под ночнушками приводит к избытку тепла. При повышенной влажности усиленно развиваются болезнетворные бактерии.
В целом врачи рекомендуют использовать ночные рубашки из натуральных, «дышащих» тканей. Это особенно важно для детей дошкольного возраста. Аналогичные рекомендации применимы и к пижамам. «Популярная медицинская энциклопедия» 1965 года предъявляет следующие требования к ночным рубашкам: они должны быть свободными, достаточно длинными, без воротника и манжет, а также изготавливаться из мягких хлопчатобумажных тканей.
В российских больницах женщинами-пациенткам в качестве одежды выдаются хлопчатобумажные длинные ночные рубашки с длинными же рукавами (в то время как мужчинам — пижамы).

## Интересные факты
- В Англии XVII века находившиеся в трауре мужчины с большим достатком, могли, в том числе, заказывать ночнушки и ночные колпаки чёрного цвета.
- Адольф Гитлер, будучи консервативным в подборе одежды, предпочитал пижаме мужскую ночную рубашку[53]. Также ночную рубашку предпочитал один из его оппонентов во Второй Мировой войне, премьер-министр Великобритании Уинстон Черчилль[54]. По-видимому, поклонником ночных рубашек был великий оперный певец, бас, Фёдор Иванович Шаляпин. В одной из них, подаренных в Праге, он, по словам его знакомой, бывшей актрисой Александринского театра Анны Кашиной, и скончался.
- Существует исторический миф, что после окончания Великой Отечественной войны жёны советских офицеров будто бы носили трофейные немецкие ночнушки и пеньюары в качестве вечерних платьев, в частности, в театр. Однако подтверждений как в виде воспоминаний, так и в виде семейных фотографий, не существует[55].